# 内部波
内部波（ないぶは、英語: internal wave）とは、液状媒質の表面ではなく、その内部で振動が発生する重力波である。

## 概要
内部波は、流体が何らかの特性において成層化されている場合にのみ発生する。例えば、流体の密度や温度、塩分濃度等は、深さまたは高さに応じて（連続的または不連続的に）変化する。その変化が短い垂直距離で急激に起こる場合（海中の温度躍層や大気の逆転層など）、その界面に発生した振動は、表面波のように水平方向に伝搬する。ただし、その伝搬速度は、界面の上下の流体の密度差によって決定され、一般に表面波よりも遅い。密度が連続的に変化する場合、波は流体中を水平方向だけでなく垂直方向にも伝播することができる。

## 分類
内部波は、内部重力波(internal gravity wave)とも呼ばれ、流体の成層、発生メカニズム、振幅、外力の影響などにより、多くの別名で呼ばれる。高さとともに急激に密度が低下する界面に沿って水平方向に伝搬する場合は界面波(interfacial wave)または界面内部波(interfacial internal wave)と呼ばれる。界面波の振幅が大きい場合は内部孤立波(internal solitary wave)または内部ソリトン(internal soliton)と呼ばれる。地形の流れによって生成された場合は山岳波(mountain wave)またはリー波(Lee wave)と呼ばれる。山岳波が空中で崩壊した場合、北アメリカではチヌーク、ヨーロッパではフェーンとして知られる、強く暖かい風が地上に吹く。海底の尾根や大陸棚の上の潮の流れによって海洋で発生した場合は、内部潮汐(internal tide)と呼ばれる。それがコリオリ効果の影響により地球の回転周波数に比べてゆっくりと進化する場合、慣性重力波または慣性波と呼ばれる。内部波は通常、緯度によるコリオリ周波数の変化の影響を受けるロスビー波とは区別される。

## 可視化

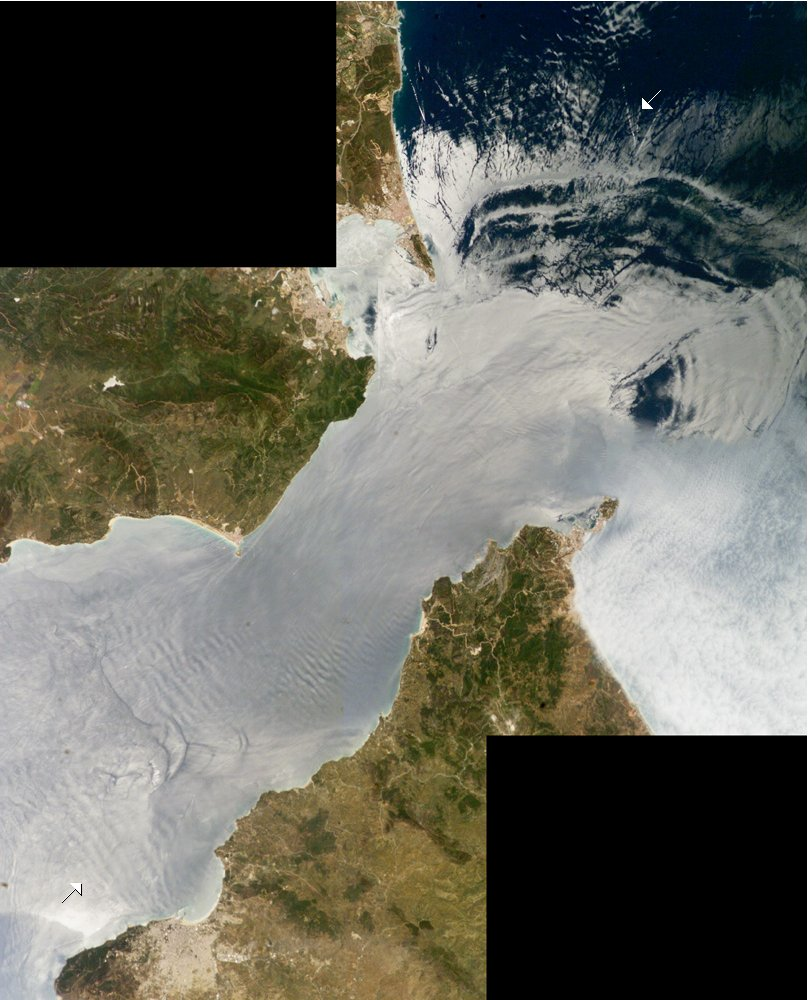
ジブラルタル海峡を通る潮流によって発生した内部波（画像右上の矢印で示した箇所）。太陽光の後方散乱を促進する海面の粗さによって可視化された。

混ざっていないドレッシングの瓶をゆっくりと前後に傾けると、油と酢の界面に発生する内部波を目で見ることができる。
大気の内部波は、波状雲によって可視化される。空気は比較的低い圧力で上昇して冷却し、相対湿度が100%に近い場合には、水蒸気が凝縮する。丘の上の流れによって打ち上げられた内部波（山岳波）による雲は、そのレンズのような外観からレンズ雲と呼ばれる。雷雨からの冷たい空気の流出は、大気の反転による振幅の大きな内部孤立波を発生させることがある。オーストラリア北部では、これをモーニング・グローリーと呼ぶ。
海における温度躍層の内部波が衛星写真で観測されることがある。これは、波が水平方向の流れが収束する部分の表面の凹凸を増加させ、太陽光の散乱を増加させるためである。